# Gärdås en Jägra
Gärdås en Jägra (Zweeds: Gärdås och Jägra) is een småort in de gemeente Malung-Sälen in het landschap Dalarna en de provincie Dalarnas län in Zweden. Het småort heeft 149 inwoners (2005) en een oppervlakte van 58 hectare. Eigenlijk bestaat het småort uit twee plaatsen: Gärdås en Jägra. Het småort wordt omringd door zowel landbouwgrond als bos en ligt aan de rivier de Västerdalälven. De plaats Malung ligt zo'n vijf kilometer ten zuidoosten van Gärdås en Jägra.